# Задача Кельвина

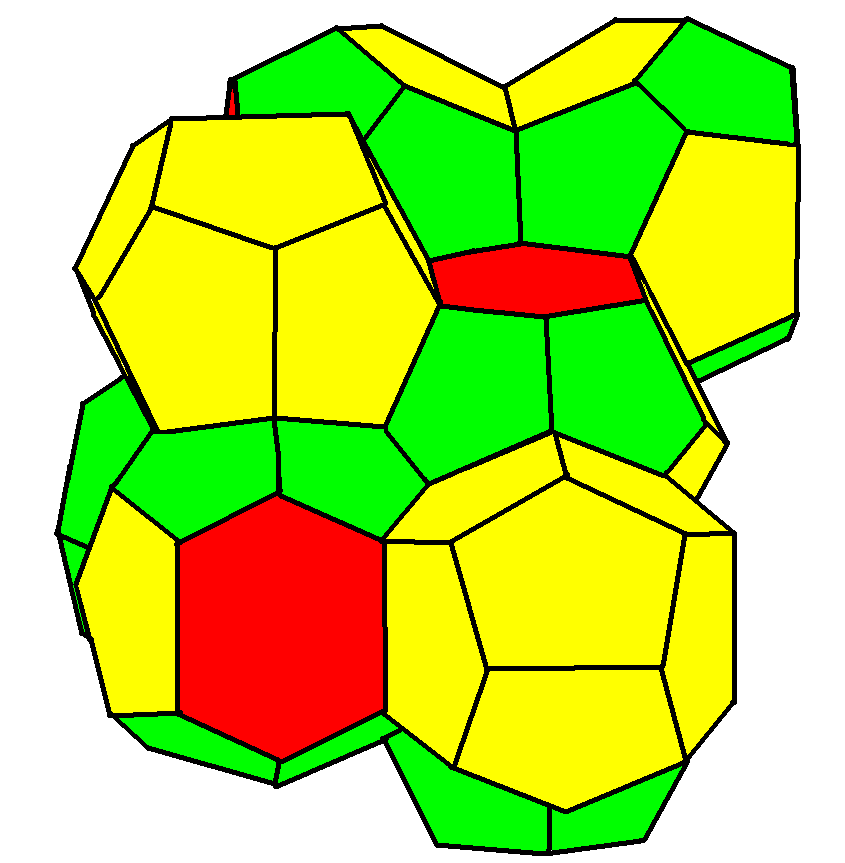
Пена Уэйра — Фелана — возможное решение задачи Кельвина

Задача Кельвина — задача комбинаторной геометрии о разбиении пространства перегородками минимальной площади, сформулированная Кельвином в 1887 году: предъявить замощение пространства равными многогранниками с минимальным отношением площади поверхности к объёму многогранника.
Сам Кельвин предложил разбиение на усечённые октаэдры, однако в 1993 году было предложено лучшее разбиение, так называемая пена Уэйра — Фелана и другие структуры.